# Alistair Sutherland, 25. Earl of Sutherland

Wappen des Earl of Sutherland

Alistair Charles St. Clair Sutherland, 25. Earl of Sutherland (* 7. Januar 1947) ist ein britischer Peer.
Er ist der älteste Sohn des Charles Noel Janson (1917–2006) und der Elizabeth Sutherland-Leveson-Gower. Seit Geburt führte er den Familiennamen seines Vaters, Janson. Nachdem seine Mutter 1963 den Titel Countess of Sutherland geerbt hatte, führte er als deren Heir apparent den Höflichkeitstitel Lord Strathnaver und änderte seinen Familiennamen zu Sutherland.
Er besuchte das Eton College und schloss sein Studium am Christ Church College der Universität Oxford als Bachelor of Arts ab. Von 1969 bis 1974 arbeitete er bei der Metropolitan Police und zwischen 1976 und 1979 bei IBM.
Beim Tod seiner Mutter erbte er am 9. Dezember 2019 deren Adelstitel als 25. Earl of Sutherland. Mit dem Titel ist auch die erbliche Chiefwürde des Clan Sutherland verbunden. Als Earl of Sutherland führt er den ältesten noch bestehenden und damit protokollarisch ranghöchsten Earlstitel der Peerage of Scotland und ist damit Premier Earl of Scotland.

## Ehen und Nachkommen
1968 heiratete er in erster Ehe Eileen Elizabeth Baker. Die Ehe wurde 1980 geschieden. Aus der Ehe gingen zwei Töchter hervor:
- Lady Rachel Elizabeth Sutherland, Mistress of Sutherland (* 1970);
- Lady Rosemary Millicent Sutherland (* 1972);

In zweiter Ehe heiratete er 1980 Gillian Murray. Mit ihr hat er einen Sohn und eine Tochter:
- Alexander Charles Robert Sutherland, Lord Strathnaver (1981–2022) verstarb bei einem Surfunglück in der Nähe von Thurso;
- Lady Elizabeth Sutherland (* 1984).